# Бургхаслах
Бургхаслах (њем. Burghaslach) град је у њемачкој савезној држави Баварска. Једно је од 38 општинских средишта округа Нојштат ан дер Ајш-Бад Виндсхајм. Према процјени из 2010. у граду је живјело 2.489 становника. Посједује регионалну шифру (AGS) 9575116.

## Географски и демографски подаци
Бургхаслах се налази у савезној држави Баварска у округу Нојштат ан дер Ајш-Бад Виндсхајм. Град се налази на надморској висини од 296 метара. Површина општине износи 44,0 km². У самом граду је, према процјени из 2010. године, живјело 2.489 становника. Просјечна густина становништва износи 57 становника/km².

## Међународна сарадња
| Мјесто            | Држава | Врста сарадње | Од    |
| ----------------- | ------ | ------------- | ----- |
| Пшивидз (Поморје) | Пољска | партнерство   | 2007. |
| Извор             |        |               |       |